# Luigi Chinetti
Luigi Chinetti, italijansko-ameriški dirkač, * 17. julij 1901, Jerago con Orago, Italija, † 17. avgust 1994, Greenwich, Connecticut, ZDA.
Luigi Chinetti se je rodil v italijanskem mestu Jerago con Orago 17. julija 1901. Kasneje se je preselil v Pariz, kjer se je začel ukvarjati z dirkanjem, ob tem pa je delal še kot prodajalec avtomobilov. Z dirkalnikom Alfa Romeo in sotekmovalcem Raymondom Sommerjem je zmagal že na prvi dirki 24 ur Le Mansa, na kateri je nastopil, leta 1932. Naslednje leto je zmagal na vzdržljivostni dirki 24 ur Spaja, tokrat z Louisom Chironom. Leta 1934 je ponovno zmagal na dirki 24 ur Le Mansa s sotekmovalcem Philippom Etancelinom.
Zaradi izbruha druge svetovne vojne se je izselil v ZDA, ameriško državljanstvo pa je pridobil leta 1946. Po koncu vojne se je ponovno udeleževal evropskih dirk, med prvimi 24 ur Le Mansa 1949, kjer je zmagal skupaj s Petrom Mitchellom-Thomsonom, ki je dirkal vsega dvajset minut. S tem je Chinetti postal prvi dirkač, ki je na tej prestižni dirki zmagal s Ferrarijem in prvi trikratni zmagovalec dirke 24 ur Le Mansa. Istega leta je še drugič zmagal na dirki 24 ur Spaja z Jeanom Lucasom.
Leta 1951 je bil mehanik sovoznik v dirkalniku Ferrari 212, ki je zmagal na krstni dirki Carrera Panamericana, 2100 milj dolgi petdnevni dirki po Mehiki. Z različnimi znamkami dirkalnikom je Luigi Chinetti nastopil prav na vsaki dirki 24 ur Le Mansa med letoma 1932 in 1953.
Po upokojitvi je dosegel dogovor z Enzom Ferrarijem, po katerem je bil Chinetti zastopnik za Ferrari v ZDA, kjer je odprl Ferrarijevo prvo zastopništvo. Kasneje je bil zastopnik za polovico države, vzhodno od reke Mississippi. Ustanovil je tudi Ferrarijevo dirkalno moštvo North American Racing Team, ki je uspešno tekmovalo na vzdržljivostih dirkah. Leta 1994 je umrl v visoki starosti v mestu Greenwich v zvezni državi Connecticut.